# Deutsche Bühne Bromberg
Die Deutsche Bühne Bromberg war ein deutschsprachiges  Theater in Bydgoszcz in Polen von 1920 bis 1939.

## Geschichte

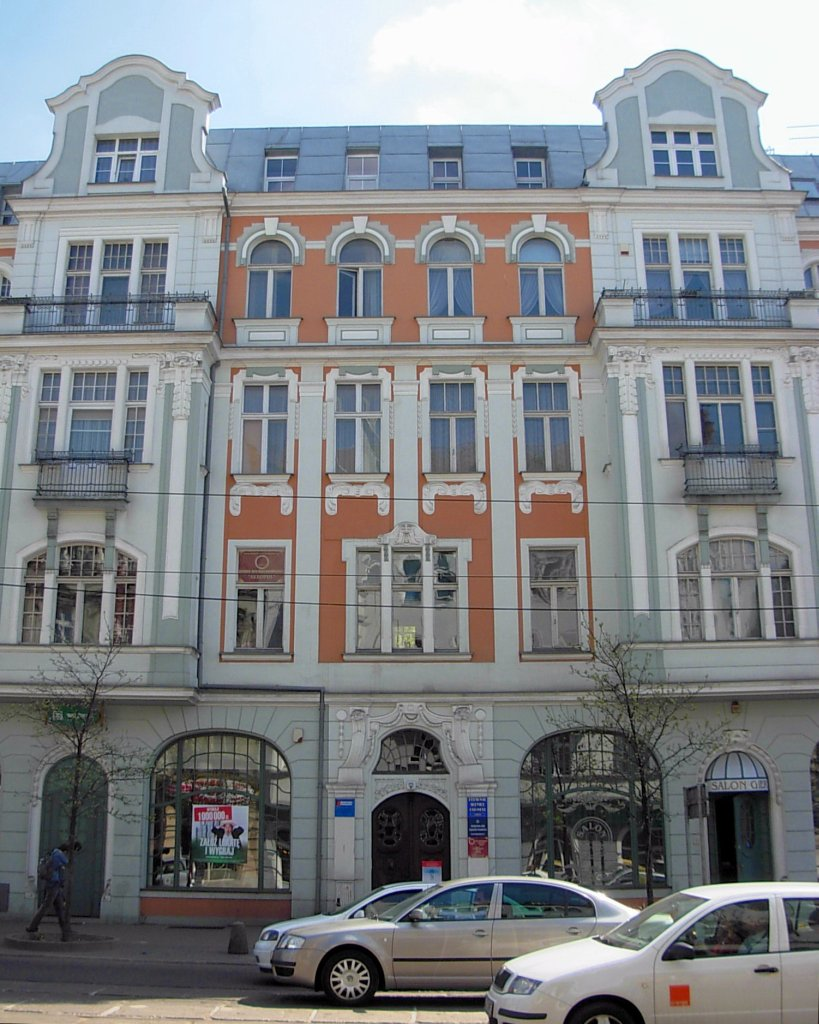
Mietshaus in der Gdańska-Straße 66–68, in dem sich der Verein Deutsches Haus Bromberg befand

Im Herbst 1920 gründete sich die Deutsche Bühne in Bydgoszcz (dem vormaligen Bromberg), nachdem das bisher deutsche Stadttheater durch die neue polnische Stadtverwaltung für polnischsprachige Veranstaltungen vergeben worden war.
Dazu sammelte der neue Theaterleiter Hans Titze  deutschsprachige Laienschauspieler, die nach den politischen Veränderungen  in der Stadt geblieben waren.
Außerdem konnte ein Orchester mit etwa 20 Musikern und Sängern  unter der Leitung des Direktors des Konservatoriums Wilhelm von Winterfeld aufgebaut werden.
Die Vorstellungen fanden in einem länglichen flachen  Holzbau im Wald  statt, der etwa 500 Plätze fasste. Die Verwaltung befand sich in der ul. Gdańska 68.
Die Deutsche Bühne gab  etwa 100 Vorstellungen pro Saison, dazu kamen einige Gastspiele in Orten der Umgebung. Gespielt wurden Stücke klassischer und zeitgenössischer Autoren wie Goethe, Schiller, Hauptmann, wobei besonders einige leichte Unterhaltungsstücke beim Publikum sehr beliebt waren und für den wirtschaftlichen Erhalt des Theaters wichtig waren.
Dazu gab es Aufführungen von   Opern und Operetten von Lehar, Strauss, Gluck und anderen.
Der Theaterleiter Hans Titze und einige Ensemblemitglieder waren deutschnational eingestellt, sie strebten  eine Rückkehr unter eine deutsche Staatsherrschaft an. Dennoch wurden vor allem die Musikvorstellungen viel und gerne von der polnischen Bevölkerung besucht, in dem Orchester spielten auch polnische Musiker.
Die Deutsche Bühne wurde vom deutschen Staat finanziell unterstützt. Seit 1933 äußerten sich deren Vertreter deshalb auch deutlicher im Sinne der nationalsozialistischen Ideologie. 1937 wurde Willi Damaschke neuer Theaterleiter.
Am 5. Mai 1939 wurde die Deutsche Bühne auf Grund der zunehmenden politischen Spannungen zwischen Polen und dem Deutschen Reich durch eine Anordnung des Bürgermeisters geschlossen.
Nach der deutschen Eroberung der Stadt im September 1939 wurde das Stadttheater wieder für deutschsprachige Theateraufführungen genutzt, für die allerdings deutschsprachige Schauspieler aus Riga engagiert wurden.